# Àcid isociànic
L'àcid isociànic és un compost inorgànic amb la fórmula H-N=C=O, va ser descobert el 1830 per Liebig i Wöhler. Aquesta substància incolora és volàtil i verinosa, amb un punt de fusió de 23.5 °C. L'àcid isociànic és el compost químic més senzill format per hidrogen, nitrogen carboni i oxigen, i que són els quatre elements més freqüents en la química orgànica i la biologia.

## Preparació i reaccions
L'àcid isociànic pot ser sintetitzat en afegir protons a l'anió isocianat, en sals com a cianat de potassi amb el clorur d'hidrogen o l'àcid oxàlic, per exemple:
H+ + NCO- → HNCO
L'àcid isociànic també pot ser sintetitzat en la descomposició a altes temperatures de l'àcid cianúric, un trímer.
L'àcid isociànic hidrolitza a diòxid de carboni (IV) i amoníac:
HNCO + H₂O → CO₂ + NH₃
En concentracions altes, l'àcid isociànic oligomeritza per donar àcid cianúric i ciamelida, un polímer. Aquestes espècies químiques són normalment fàcils de separar dels productes de la reacció. Les dissolucions diluïdes de l'àcid isociànic són estables en dissolvents inerts, per exemple èter.
L'àcid isociànic reacciona amb grups amino per donar urees:
HNCO + RNH₂ → RNHC(O)NH₂

## Isòmers
La fotòlisi de sòlids a baixa temperatura de HNCO sol donar lloc a H-O-C≡N, conegut com a àcid ciànic o cianat d'hidrogen; és un tautòmer. de l'àcid isociànic. L'àcid ciànic en estat pur no ha estat aïllat i l'àcid isociànic és la forma predominant en tots els dissolvents. S'ha de tenir en compte que de vegades quan se cita l'àcid ciànic s'està referint l'àcid isociànic.
Els àcids ciànic i isociànic són isòmers de l'àcid fulmínic (H-C=N-O), un compost inestable.